# 短果勾儿茶
短果勾儿茶（学名：Berchemia brachycarpa）为鼠李科勾儿茶属下的一个种。

## 扩展阅读
- 維基物種上的相關：短果勾儿茶